# Ntozake Shange
Ntozake Shange (Trenton (New Jersey), 18 oktober 1948 - Bowie (Maryland), 27 oktober 2018) was een Amerikaanse toneelschrijfster en dichteres. Veel van haar werk behandelde thema's zoals feminisme en anti-racisme.
Voor haar meest bekende werk For Colored Girls Who Have Considered Suicide / When the Rainbow Is Enuf (Voor gekleurde meisjes die zelfmoord overwogen hebben / Wanneer de regenboog genoeg is) werd ze genomineerd voor twee Tony Awards en een Grammy.

## Jeugd en Opleiding
Shange werd geboren als "Paulette Williams" in 1948 in Trenton, de hoofdstad van New Jersey, in een gegoede familie. Haar vader was chirurg. Toen ze acht jaar was, verhuisde het gezin naar Saint Louis (Missouri). Als gevolg van de zaak Brown v. Board of Education twee jaar voordien kon ze zich inschrijven in een niet-gesegregeerde school, waar ze veel racistische pesterijen meemaakte. Haar ouders hadden veel aandacht voor kunst en literatuur in de opvoeding van hun kinderen.
In 1966 begon ze haar studies in Barnard College (een universiteit voor vrouwen) in  New York. Toen ze negentien was trouwde ze en scheidde ze hetzelfde jaar nog. Ze ondernam meerdere zelfmoordpogingen. In 1970 behaalde ze met onderscheiding een bachelor in American Studies. Ze verhuisde naar Californië, in de hoop daar meer zwarte en vrouwelijke schrijvers te ontmoeten. In 1973 studeerde ze af met een master van de University of Southern California.
In deze periode nam ze de naam Ntozake Shange aan omdat ze zich wilde afkeren van koloniale en patriarchale tradities.

## Carrière
In 1975 verhuisde ze naar New York. In datzelfde jaar kwam haar eerste en meest bekende werk uit: For Colored Girls Who Have Considered Suicide / When the Rainbow Is Enuf (Voor gekleurde meisjes die zelfmoord overwogen hebben / Wanneer de regenboog genoeg is). Het stuk laat zeven zwarte vrouwen aan het woord die vertellen over het racisme, seksisme, geweld en verkrachtingen die ze meemaakten. De vrouwen dragen poëtische monologen voor, begeleid door muziek. Shange gebruikte hier zelf de term choreopoem voor, een choreografisch gedicht dus. For Colored Girls werd verfilmd in 2010 door regisseur Tyler Perry, met onder andere actrices Whoopi Goldberg en Janet Jackson.
In 1979 schreef ze opnieuw een choreopoem, Spell No. 7, over hoe het is om zwart te zijn, en in 1980 bracht ze een bewerking van Bertolt Brecht's Moeder Courage en haar kinderen uit. Ze schreef daarnaast nog vijftien toneelstukken.
Vanaf 1980 was Shange actief lid van het Women's Institute for Freedom of the Press, een organisatie die werkt rond de rol van vrouwen in de media. Shange verhuisde naar Texas om dichter bij familie te zijn, en gaf les aan Rice University en de University of Houston. In deze periode schreef ze de ekfrastische dichtbundel Ridin' the Moon in Texas: Word Paintings: gedichten over schilderijen waarbij het gedicht en het schilderij samen één kunstwerk gaan vormen.
Shange schreef drie romans: Sassafrass, Cypress, and Indigo in 1982, Betsy Brown in 1985 en Liliane: Resurrection of the Daughter in 1994. In 1999 stelde ze een anthologie samen The Beacon Best of 1999: creative writing by women and men of all colors  met werk van Dorothy Allison, Junot Díaz, Rita Dove, Louise Erdrich, Ruth Prawer Jhabvala, Jamaica Kincaid, Hanif Kureishi en anderen.
Naast poëzie, toneel en romans publiceerde Shange vier kinderboeken, waaronder Whitewash, over Muhammad Ali.

## Dood
Shange had meerdere beroertes in 2004, waarna haar gezondheid achteruit ging. Ze stierf in haar slaap op 70-jarige leeftijd, op 27 oktober 2018.
- Bibsys: 90084738
- Bibliothèque nationale de France: cb12019218f (data)
- CiNii: DA04844944
- Gemeinsame Normdatei: 118911651
- International Standard Name Identifier: 0000 0001 1037 6632
- Library of Congress Control Number: n50001478
- MusicBrainz: 0a6bab1a-61e1-43cb-86be-37acce55028b
- Bibliotheek van het Japanse parlement: 00456219
- Nationale Bibliotheek van Tsjechië: xx0163742
- Nationale bibliotheek van Australië: 35706887
- Nationale Bibliotheek van Israël: 987007430332105171
- Nationale en Universitaire bibliotheek Zagreb: 000252451
- Nederlandse Thesaurus van Auteursnamen: 073065730
- Système universitaire de documentation: 028335678
- Trove: 1051315
- Virtual International Authority File: 9859533
- WorldCat: E39PBJyMkJ4cJFbQqgWTQwc9Dq